# Appartamenti Belleayre
Gli Appartamenti Belleayre (in inglese: Belleayre Apartments) sono uno storico edificio della città di Ithaca nello stato di New York.

## Storia
L'edificio venne eretto verso il 1930, diventando uno dei primi grandi palazzi per appartamenti costruiti nei dintorni del campus dell'Università Cornell.

## Descrizione
Il palazzo sorge al 700 di Stewart Ave, di fronte agli edifici del West Campus dell'Università Cornell.
L'edificio, che si siviluppa su sei livelli, presenta uno stile neogotico. La facciata in mattone rosso è arricchita da diverse decorazioni in pietra chiara.